# Glory (kickboxing)
Glory (escrito GLORY como si fuesen siglas) es una promoción de kickboxing refundada en 2012 con sede en Singapur. Hasta su refundación también había promocionado eventos de artes marciales mixtas bajo el nombre de Ultimate Glory y posteriormente United Glory. Los eventos son transmitidos por Fox Sports Latinoamérica.

## Historia

### Golden Glory
Empezando como un equipo de artes marciales en 1999 fue oficialmente fundada como organización bajo el nombre de Golden Glory en 2006 por el promotor de deportes de contacto holandés Bas Boon junto con el entrenador Martijn de Jong y el especialista en medios de comunicación Bertrand van der Ryd en Ámsterdam, Países Bajos. Inicialmente pretendían organizar una serie de eventos bajo el nombre de una nueva promoción originalmente conocida como Ultimate Glory pero una denuncia de Zuffa, LLC., la empresa matriz de Ultimate Fighting Championship, obligó a la nueva promoción a hacer un cambio de nombre pasando a llamarse United Glory.
El primer gran evento de United Glory aún bajo el nombre de Ultimate Glory, el Ultimate Glory 11: A Decade of Fights, se celebró en la Estación Central de Ámsterdam el 17 de octubre de 2009. El combate principal del evento enfrentaba a los pesos pesados Alexey Ignashov y Semmy Schilt. Este fue el primer evento de United Glory emitido en Estados Unidos a través del canal de televisión HDNet.
En octubre de 2010 comienza una serie de tres eventos llamados Glory World Series 2010-2011. Contaba con un torneo de peso wélter entre ocho combatientes de artes marciales mixtas y un torneo de kickboxing de peso pesado. El primer evento se celebró en Ámsterdam, Países Bajos bajo el nombre de United Glory 12, el segundo, llamado United Glory 13, en Bélgica en marzo de 2011 tras haber sido aplazado desde enero debido a lesiones de los participantes. La final tuvo lugar en Moscú, Rusia, en mayo de 2011 durante el evento United Glory 14, donde Gökhan Saki ganó el torneo de kickboxing y Siyar Bahadurzada ganó el torneo de artes marciales mixtas.

### Glory Sports International
Cuando el K-1, históricamente la principal organización de kickboxing, comenzó a sufrir dificultades financieras en 2011, Total Sports Asia, Marcus Luer,  K-1 fue vendido a Mike Kim y EMCOM Entertainment Inc. Tras el intento fallido de la adquisición de la marca K-1 Pierre Andurand, TSA y los demás inversores decidieron iniciar una nueva marca y organización de kickboxing llamada GLORY uniendo los derechos de Golden Glory, United Glory y la promoción recién comprada It's Showtime con el fin de tratar de organizar los mejores eventos y de paso asegurar los derechos de los mejores kickboxers del mundo como Peter Aerts, Remy Bonjasky, Semmy Schilt, Gökhan Saki, Daniel Ghiţă, Albert Kraus, Giorgio Petrosyan y Yoshihiro Sato mientras que los exejecutivos de It's Showtime Bas Boon, Martijn de Jong y Simon Rutz pasaron a ser consejeros de GLORY.
Ese mismo año se organizó un nuevo torneo de 16 participantes, el Grand Slam, para la noche del 31 de diciembre de 2012 y a su vez también organizarían el evento Dream 18 esa misma noche en el Saitama Super Arena junto a las promociones de artes marciales mixtas DREAM y ONE Fighting Championship con la que GLORY había firmado un acuerdo de colaboración en noviembre de 2012.

## Eventos
| Evento                                                | Fecha                    | Sede                                 | Lugar                                     | Asistencia              |
| ----------------------------------------------------- | ------------------------ | ------------------------------------ | ----------------------------------------- | ----------------------- |
| Glory 63: Houston                                     | 1 de febrero de 2019     | Arena Theater                        | Houston, Estados Unidos                   |                         |
| Glory 62: Róterdam                                    | 1 de diciembre de 2018   | Ahoy Rotterdam                       | Róterdam, Países Bajos                    |                         |
| Glory 61: New York                                    | 2 de noviembre de 2018   | Hammerstein Ballroom                 | Ciudad de Nueva York, Estados Unidos      |                         |
| Glory 60: Lyon                                        | 20 de octubre de 2018    | Palais des Sports de Gerland         | Lyon, Francia                             |                         |
| Glory 59: Ámsterdam                                   | 29 de septiembre de 2018 | Johan Cruyff Arena                   | Ámsterdam, Países Bajos                   |                         |
| Glory 58: Chicago                                     | 15 de septiembre de 2018 | Sears Centre                         | Chicago, Estados Unidos                   |                         |
| Glory 57: Shenzhen                                    | 25 de agosto de 2018     | Shenzhen Bay Sports Center           | Shenzhen, China                           |                         |
| Glory 56: Denver                                      | 10 de agosto de 2018     | 1stBank Center                       | Broomfield, Estados Unidos                |                         |
| Glory 55: New York                                    | 20 de julio de 2018      | The Theater at Madison Square Garden | Ciudad de Nueva York, Estados Unidos      |                         |
| Glory 54: Birmingham                                  | 2 de junio de 2018       | Genting Arena                        | Birmingham, Inglaterra                    |                         |
| Glory 53: Lille                                       | 12 de mayo de 2018       | Zénith de Lille                      | Lille, Francia                            |                         |
| Glory 52: Los Angeles                                 | 31 de marzo de 2018      | Long Beach Arena                     | Los Ángeles, Estados Unidos               |                         |
| Glory 51: Rotterdam                                   | 3 de marzo de 2018       | Ahoy Rotterdam                       | Róterdam, Países Bajos                    |                         |
| Glory 50: Chicago                                     | 16 de febrero de 2018    | UIC Pavitonto                        | Chicago, Estados Unidos                   |                         |
| Glory 49: Rotterdam                                   | 9 de diciembre de 2017   | Ahoy Rotterdam                       | Róterdam, Países Bajos                    |                         |
| Glory 48: New York                                    | 1 de diciembre de 2017   | The Theater at Madison Square Garden | New York City, New York, Estados Unidos   |                         |
| Glory 47: Lyon                                        | 28 de octubre de 2017    | Palais des Sports de Gerland         | Lyon, Francia                             |                         |
| Glory 46: China                                       | 14 de octubre de 2017    | Guangzhou Gymnasium                  | Guangzhou, China                          |                         |
| Glory 45: Amsterdam                                   | 30 de septiembre de 2017 | Sporthallen Zuid                     | Ámsterdam, Países Bajos                   |                         |
| Glory 44: Chicago                                     | 25 de agosto de 2017     | Sears Centre                         | Hoffman Estates, Illinois, Estados Unidos |                         |
| Glory 43: New York                                    | 14 de julio de 2017      | The Theater at Madison Square Garden | New York City, New York, Estados Unidos   |                         |
| Glory 42: Paris                                       | 10 de junio de 2017      | AccorHotels Arena                    | París, Francia                            |                         |
| Glory 41: Holland                                     | 20 de mayo de 2017       | Brabanthallen                        | Den Bosch, Países Bajos                   | 5,000                   |
| Glory 40: Copenhagen                                  | 29 de abril de 2017      | Forum Copenhagen                     | Copenhague, Dinamarca                     | 2,500                   |
| Glory 39: Brussels                                    | 25 de marzo de 2017      | Vorst National                       | Bruselas, Bélgica                         | 1,500                   |
| Road to Glory UK 65 kg Tournament                     | 11 de marzo de 2017      | Grantham Meres Leisure Centre        | Grantham, Inglaterra                      |                         |
| Glory 38: Chicago                                     | 24 de febrero de 2017    | Sears Centre                         | Hoffman Estates, Illinois, Estados Unidos |                         |
| Glory 37: Los Angeles                                 | 20 de enero de 2017      | The Novo by Microsoft                | Los Ángeles, California, Estados Unidos   |                         |
| Glory 36: Oberhausen                                  | 10 de diciembre de 2016  | König Pilsener Arena                 | Oberhausen, Alemania                      | 13,000                  |
| Glory 35: Nice                                        | 5 de noviembre de 2016   | Palais Nikaia                        | Niza, Francia                             |                         |
| Glory 34: Denver                                      | 21 de octubre de 2016    | 1stBank Center                       | Broomfield, Colorado, Estados Unidos      |                         |
| Glory 33: New Jersey                                  | 9 de septiembre de 2016  | Sun National Bank Center             | Trenton, New Jersey, Estados Unidos       |                         |
| Glory 32: Virginia                                    | 22 de julio de 2016      | Ted Constant Convocation Center      | Norfolk, Virginia, Estados Unidos         |                         |
| Glory 31: Amsterdam                                   | 25 de junio de 2016      | Amsterdam RAI                        | Ámsterdam, Países Bajos                   | 3,500                   |
| Glory 30: Los Angeles                                 | 13 de mayo de 2016       | Citizens Business Bank Arena         | Ontario, California, Estados Unidos       | 1,750                   |
| Glory 29: Copenhagen                                  | 16 de abril de 2016      | Forum Copenhagen                     | Copenhague, Dinamarca                     | 1,250                   |
| Glory 28: Paris                                       | 12 de marzo de 2016      | AccorHotels Arena                    | París, Francia                            | 2,750                   |
| Glory 27: Chicago                                     | 26 de febrero de 2016    | Sears Centre                         | Hoffman Estates, Illinois, Estados Unidos | 2,000                   |
| Glory 26: Amsterdam                                   | 4 de diciembre de 2015   | Amsterdam RAI                        | Ámsterdam, Países Bajos                   | 8,000                   |
| Glory 25: Milan                                       | 6 de noviembre de 2015   | PalaIper                             | Milán, Italia                             | 6,750                   |
| Glory 24: Denver                                      | 9 de octubre de 2015     | Magness Arena                        | Denver, Colorado, Estados Unidos          | 3,500                   |
| Bellator/Glory: Dynamite 1                            | 19 de septiembre de 2015 | SAP Center                           | San José, California, Estados Unidos      | 11,000                  |
| Glory 23: Las Vegas                                   | 3 de agosto de 2015      | Hard Rock Hotel and Casino           | Las Vegas, Nevada, Estados Unidos         | 2,200                   |
| Glory 22: Lille                                       | 5 de junio de 2015       | Stade Pierre-Mauroy                  | Lille, Francia                            | 6,500                   |
| Glory 21: San Diego                                   | 8 de mayo de 2015        | Valley View Casino Center            | San Diego, California, Estados Unidos     | 1,500                   |
| Glory 20: Dubai                                       | 3 de abril de 2015       | Dubai World Trade Centre             | Dubai, EAU                                | 1,000                   |
| Glory 19: Virginia                                    | 6 de febrero de 2015     | Hampton Coliseum                     | Hampton, Virginia, Estados Unidos         | 3,500                   |
| Glory 18: Oklahoma                                    | 7 de noviembre de 2014   | Grand Casino Hotel Resort            | Shawnee, Oklahoma, Estados Unidos         | 1,000                   |
| Glory 17: Los Angeles                                 | 21 de junio de 2014      | The Forum                            | Inglewood, California, Estados Unidos     | 4,000                   |
| Glory 16: Denver                                      | 3 de mayo de 2014        | 1stBank Center                       | Broomfield, Colorado, Estados Unidos      | 2,350                   |
| Glory 15: Estambul                                    | 12 de abril de 2014      | Ülker Sports Arena                   | Estambul, Turquía                         | 11,000                  |
| Glory 14: Zagreb                                      | 8 de marzo de 2014       | Arena Zagreb                         | Zagreb, Croacia                           | 10,000                  |
| Glory 13: Tokyo                                       | 21 de diciembre de 2013  | Ariake Coliseum                      | Tokio, Japón                              | 8,000                   |
| Glory 12: New York                                    | 23 de noviembre de 2013  | The Theater at Madison Square Garden | New York City, New York, Estados Unidos   | 4,500                   |
| Glory 11: Chicago                                     | 12 de octubre de 2013    | Sears Centre                         | Hoffman Estates, Illinois, Estados Unidos | 1,500                   |
| Glory 10: Los Angeles                                 | 28 de septiembre de 2013 | Citizens Business Bank Arena         | Ontario, California, Estados Unidos       | 2,200                   |
| Glory 9: New York                                     | 22 de junio de 2013      | Hammerstein Ballroom                 | New York City, New York, Estados Unidos   | 1,950                   |
| 2013 Road to Glory USA Heavyweight Tournament         | 14 de junio de 2013      | Hard Rock Hotel and Casino           | Tulsa, Oklahoma, Estados Unidos           |                         |
| 2013 Road to Glory USA 70 kg Tournament               | 11 de mayo de 2013       | The Rave                             | Milwaukee, Wisconsin, Estados Unidos      |                         |
| Bellator MMA & Glory: Dynamite 1                      | 19 de septiembre de 2015 | SAP Center                           | San José, California, Estados Unidos      | 11,000                  |
| Glory 8: Tokyo - 2013 65kg Slam                       | 3 de mayo de 2013        | Ariake Coliseum                      | Tokio, Japón                              | &&&&&&&&&&&&&&00.&&&&-0 |
| Glory 7: Milan                                        | 20 de abril de 2013      | Mediolanum Forum                     | Milán, Italia                             | &&&&&&&&&&&&&&00.&&&&-0 |
| Glory 6: Istanbul                                     | 6 de abril de 2013       | Ülker Arena                          | Estambul, Turquía                         | &&&&&&&&&&&&&&00.&&&&-0 |
| Glory 5: London                                       | 23 de marzo de 2013      | ExCeL Arena                          | Londres, Inglaterra                       | &&&&&&&&&&&&&&00.&&&&-0 |
| Glory 4: Tokyo - 2012 Heavyweight Grand Slam          | 31 de diciembre de 2012  | Saitama Super Arena                  | Saitama, Japón                            | &&&&&&&&&&&&&&00.&&&&-0 |
| Glory 3: Rome - 2012 70kg Slam Final 8                | 3 de noviembre de 2012   | PalaLottomatica                      | Roma, Italia                              | &&&&&&&&&&&&&&00.&&&&-0 |
| Glory 2: Brussels                                     | 6 de octubre de 2012     | Forest National                      | Bruselas, Bélgica                         | &&&&&&&&&&&&&&00.&&&&-0 |
| Glory 1: Stockholm - 2012 70kg Slam First 16          | 26 de mayo de 2012       | Ericsson Globe                       | Estocolmo, Suecia                         | &&&&&&&&&&&&&&00.&&&&-0 |
| United Glory 15                                       | 23 de marzo de 2012      | Dynamo Sports Palace                 | Moscú, Rusia                              | &&&&&&&&&&&&&&00.&&&&-0 |
| United Glory 14: 2010-2011 World Series Finals        | 28 de mayo de 2011       | Moscow Forum Hall                    | Moscú, Rusia                              | &&&&&&&&&&&&&&00.&&&&-0 |
| United Glory 13: 2010-2011 World Series Semifinals    | 19 de marzo de 2011      | Spiroudome                           | Charleroi, Bélgica                        | &&&&&&&&&&&&&&00.&&&&-0 |
| United Glory 12: 2010-2011 World Series Quarterfinals | 16 de octubre de 2010    | Estación Central de Ámsterdam        | Ámsterdam, Países Bajos                   | &&&&&&&&&&&&&&00.&&&&-0 |
| Ultimate Glory 11: A Decade of Fights                 | 17 de octubre de 2009    | Estación Central de Ámsterdam        | Ámsterdam, Países Bajos                   | &&&&&&&&&&&&&&00.&&&&-0 |
| Ultimate Glory 10: The Battle of Arnhem               | 9 de noviembre de 2008   | Rijnhal                              | Arnhem Países Bajos                       | &&&&&&&&&&&&&&00.&&&&-0 |
| Ultimate Glory 9: Swiss Las Vegas                     | 2 de agosto de 2008      | Triavium                             | Basilea, Suiza                            | &&&&&&&&&&&&&&00.&&&&-0 |
| Ultimate Glory 8                                      | 6 de julio de 2008       | Triavium                             | Nimega, Países Bajos                      | &&&&&&&&&&&&&&00.&&&&-0 |
| Ultimate Glory 7                                      | 20 de enero de 2008      | De Flint                             | Amersfoort, Países Bajos                  | &&&&&&&&&&&&&&00.&&&&-0 |
| Ultimate Glory 6: Ede's Best against the Rest         | 17 de noviembre de 2007  | Reehorst Sports Hall                 | Ede, Países Bajos                         | &&&&&&&&&&&&&&00.&&&&-0 |
| Ultimate Glory 5: Stronger                            | 9 de septiembre de 2007  | De Flint                             | Amersfoort, Países Bajos                  | &&&&&&&&&&&&&&00.&&&&-0 |
| Ultimate Glory 4: 20 Years Anniversary                | 2 de septiembre de 2007  | Hof van Salland                      | Diepenveen, Países Bajos                  | &&&&&&&&&&&&&&00.&&&&-0 |
| Ultimate Glory 3: Upside Down                         | 20 de mayo de 2007       | De Flint                             | Amersfoort, Países Bajos                  | &&&&&&&&&&&&&&00.&&&&-0 |
| Ultimate Glory 2                                      | 21 de enero de 2007      | De Flint                             | Amersfoort, Países Bajos                  | &&&&&&&&&&&&&&00.&&&&-0 |
| Ultimate Glory 1                                      | 17 de septiembre de 2006 | Sporthal de Zielhorst                | Amersfoort, Países Bajos                  | &&&&&&&&&&&&&&00.&&&&-0 |

## Campeones

### Actuales campeones
| División              | Límite de peso   | Campeón                   | Desde el                 | Defensas del título |
| --------------------- | ---------------- | ------------------------- | ------------------------ | ------------------- |
| Peso pesado           | 95 kg (209,4 lb) | Rico Verhoeven            | 21 de junio de 2014      | 9                   |
| Peso semipesado       | 95 kg (209,4 lb) | Artem Vakhitov            | 12 de marzo de 2016      | 4                   |
| Peso medio            | 85 kg (187,4 lb) | Alex Pereira              | 14 de octubre de 2017    | 5                   |
| Peso wélter           | 77 kg (169,8 lb) | Harut Grigorian           | 17 de febrero de 2018    | 1                   |
| Peso ligero           | 70 kg (154,3 lb) | Sitthichai Sitsongpeenong | 25 de junio de 2016      | 6                   |
| Peso pluma            | 65 kg (143,3 lb) | Petchpanomrung Kiatmookao | 29 de septiembre de 2018 | 0                   |
| Peso gallo de mujeres | 60 kg (132,3 lb) | Anissa Meksen             | 2 de noviembre de 2018   | 0                   |